# La porta chiusa (film 1913)
La porta chiusa è un film muto italiano del 1913 diretto da Baldassarre Negroni.

## Trama
Hesperia, rimasta orfana, va a vivere con lo zio in campagna. Qui si innamora dell'ingegner Claudio Manni ma lo zio, segretamente innamorato della giovane nipote, scaccia Claudio e tenta di violentarla. Il guardiano, per salvare la ragazza, uccide il suo padrone, ma viene incolpato Claudio. Scosso dall'accaduto, il guardiano perde temporaneamente la ragione, ma Hesperia, spinta dal grande amore per Claudio, riesce a ricostruire l'accaduto e a scagionare l'amato, che così la sposerà.